# Zemra-See

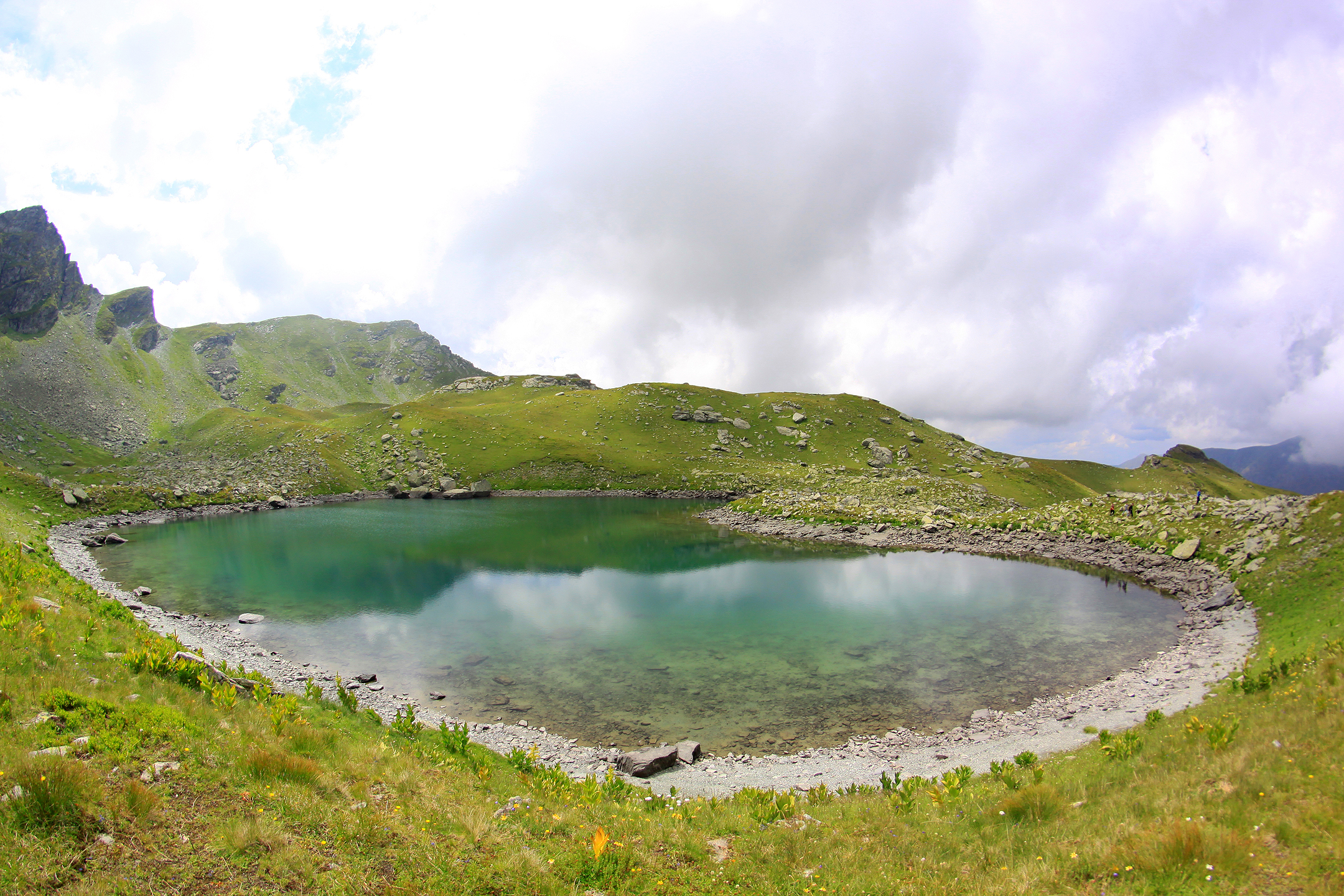
Herzförmiger Zemra-See

Der Zemra-See (albanisch Liqeni i Zemrës, serbisch Велико језеро Veliko jezero) ist ein Bergsee im westlichen Kosovo, nur 400 Meter von der albanischen Grenze entfernt. Er liegt auf 2.289 Meter Höhe am Nordabhang des 2.539 Meter hohen Berges Maja e Gusanit. Nordwestlich befinden sich die Gjeravica, mit 2.656 m der höchste Berg der Region, der Gjeravica-See und weitere kleine Seen.
Der Zemra-See ist 150 Meter lang und 120 Meter breit. Seinen Namen hat er von seiner an ein Herz erinnernde Form.